# Sint-Servatiuskerk (Diepenbeek)

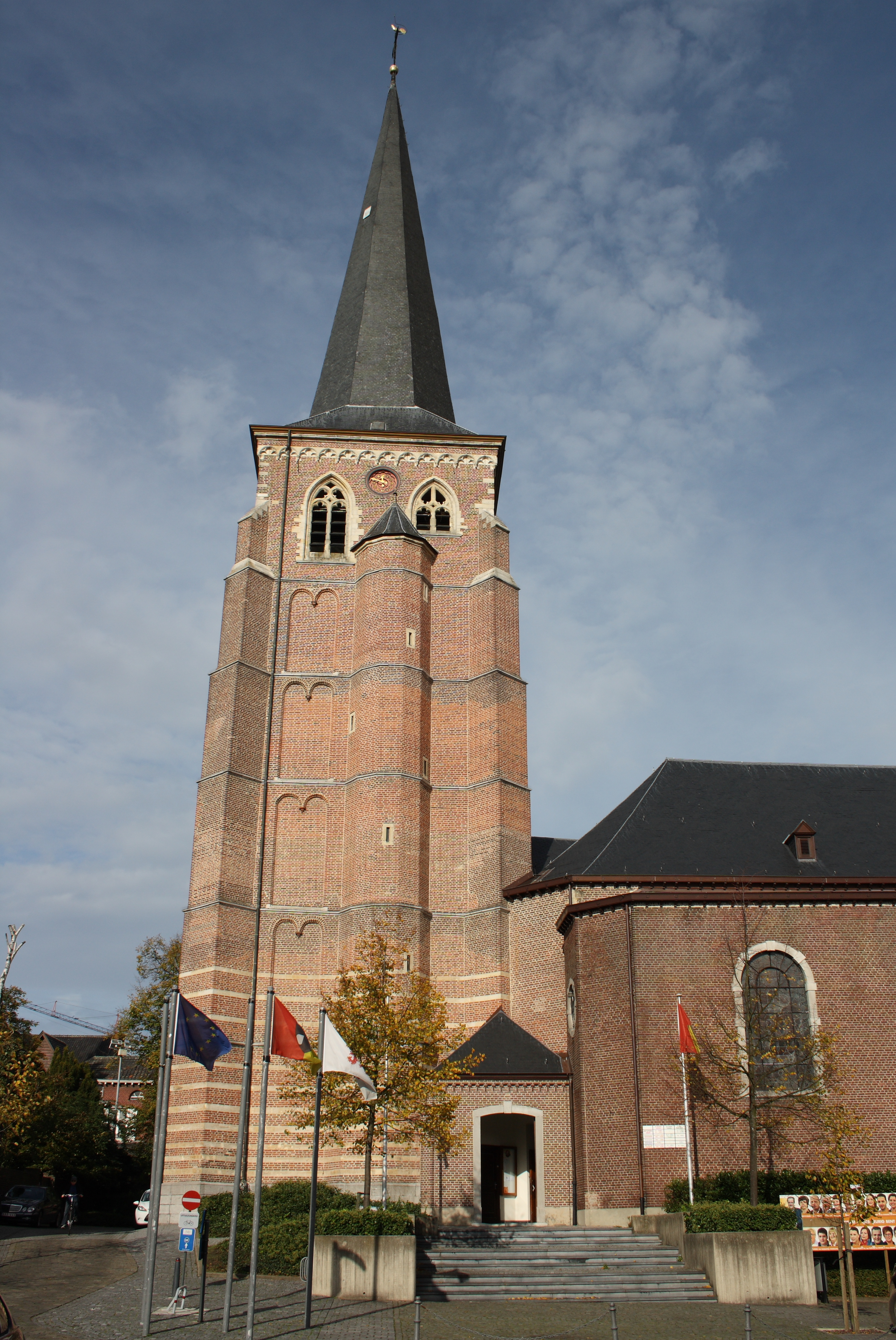
Sint-Servatiuskerk

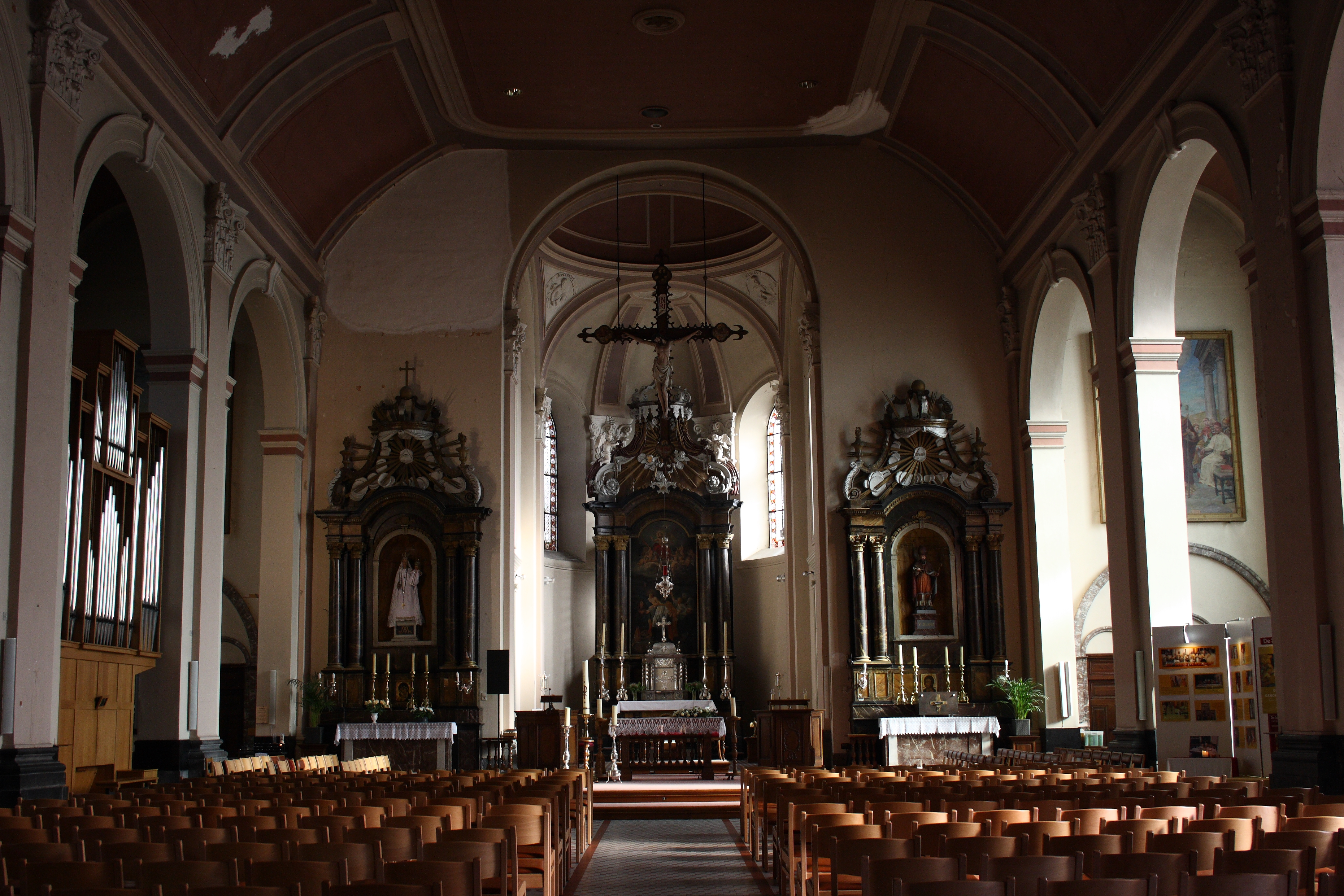
Interieur

De Sint-Servatiuskerk is de hoofdkerk van Diepenbeek. Het is een classicistische kerk met gotische toren.

## Geschiedenis
Oorspronkelijk stond hier een romaanse kerk, die in het midden van de elfde eeuw werd gebouwd. In 1235 kwamen het patronaatsrecht en het tiendrecht aan de Abdij van Villers en in 1582 werden ze overgedragen aan het Sint-Lambertuskapittel te Luik.
In 1490 brak brand uit in de romaanse kerk. In 1500 begon de wederopbouw door de Abdij van Villers, in laatgotische stijl. In 1648 werd de kerk vergroot waarbij de toren, die voorheen los van de kerk stond, aan de kerk werd vastgebouwd. In 1777 werd de kerk afgebroken en in plaats daarvan de classicistische zaalkerk gebouwd. De laatgotische toren bleef behouden.
In 1849 werd een doksaal geplaatst. Van 1860-1862 werd de kerk met twee transeptarmen vergroot. Ook het koor werd toen verhoogd. In 1931 werden nog twee zijbeuken toegevoegd.

## Interieur
Opmerkelijke interieurelementen zijn:
- een vijftiende-eeuwse eiken Christus op de koude steen, oorspronkelijk gepolychromeerd
- diverse vijftiende-eeuwse heiligenbeelden in gepolychromeerd hout
- een zeventiende-eeuws calvarie in gepolychromeerd hout
- een hoofd- en twee zijaltaren in achttiende-eeuwse barokstijl
- eiken biechtstoelen, communiebank en preekstoel in Lodewijk XV-stijl (deze zijn echter afgebroken en omgevormd in een volksaltaar, credenstafel, tafeltjes en ambo's)
- koorbanken en zitbanken uit het einde van de achttiende eeuw
- een draai-tabernakel, eveneens uit het einde van de achttiende eeuw. Dit is echter hervormd tot een deurvormig systeem waardoor het zijn correcte waarde verloor.